# Sueno I da Dinamarca
Sueno I (conhecido na Dinamarca como Svend Tveskæg; 963 – 3 de fevereiro de 1014), também chamado de Sueno Barba-Bifurcada, foi o Rei da Dinamarca de 986 até sua morte, Rei da Noruega entre 986 e 995 e depois 1000 e 1014, e também Rei da Inglaterra a partir de 1013. Era filho do rei Haroldo I da Dinamarca e sua primeira esposa Gyrid Olafsdottir da Suécia.
Sueno organizou e participou em vários ataques à costa de Inglaterra durante a década de 990, que resultaram na ordem dada por Etelredo II de Inglaterra em 1002 para massacrar as comunidades viquingues estabelecidas nas Ilhas Britânicas. Em resposta, Sueno organizou uma série de invasões a partir de 1002. Em 1013, consegue uma importante vitória que obriga Etelredo II a procurar refúgio na Normandia. Com a fuga do monarca, Sueno tornou-se rei de Inglaterra, mas morreu poucas semanas depois. Foi sucedido pelo filho Haroldo II, mas foi o seu filho mais novo Canuto II, quem consolidou o domínio dinamarquês na Inglaterra.